# Mik Kaminski
Mik Kaminski (născut Michael Kaminski pe 2 septembrie 1951 în Harrogate, North Yorkshire) este cunoscut mai ales ca violonist în trupa Electric Light Orchestra între 1973 și 1979.